# Дом Жанны д’Арк в Донреми
Дом Жанны д’Арк в Донреми (фр. Maison natale de Jeanne d'Arc, «отчий дом Жанны д’Арк») — дом, где, по преданию, родилась и жила до своего отъезда к королевскому двору национальная героиня Франции Жанна д’Арк. Ныне музей.

## История
Дом принадлежал семье д’Арк вплоть до 1440 года, когда после смерти мужа Изабелла Роме окончательно перебралась к старшему сыну Пьеру в Орлеан, где она и умерла в 1454 году, через два года после того, как её дочь была окончательно реабилитирована.
Позднее домом владели племянники и затем — внучатые племянники Жанны, последним из семьи, кто имел на него права, был Клод дю Лис, кюре обеих деревень — Донреми и Грё. В 1580 году его посетил философ Мишель Монтень, позднее вспоминавший:
Вся передняя часть дома, где родилась когда-то славная Дева Орлеана, вся покрыта рисунками, сделанными её рукой, но время их не пощадило.
Эти рисунки не сохранились.
После смерти Клода дю Лис в 1587 году дом был продан Луизе де Стенвилль, графине Сальм. Затем, вплоть до начала XVIII века, документы хранят о нём полное молчание. Позднее дом оказался во владении семьи Жерарден. С одним из них, Николя Жерарденом, бывшим драгуном наполеоновской армии, комиссованным по ранению, произошла довольно забавная история. Некий неназванный прусский граф предложил продать ему часть фасада, украшенный барельефами фронтон и находящуюся в доме статую Жанны — но получил отказ. Упорный аристократ предложил за дом 6 тысяч франков, но и в этом ему было отказано.
Но тремя годами позже, 20 июня 1818 года, Жерарден уступил дом всего за 2 500 франков совету департамента Вогезы, желавшему превратить его в музей. Король Людовик XVIII, оценив его «скромность и некорыстность», наградил бывшего драгуна орденом Почётного легиона; городской совет Орлеана, со своей стороны, вручил ему золотую медаль с выбитой на ней надписью «Город Орлеан Николя Жерардену за его похвальное бескорыстие в деле сохранении для Франции дома, в котором родилась Орлеанская дева.»
Жерарден оставался в Донреми, обосновавшись по соседству со своей бывшей собственностью до смерти, последовавшей в 4 октября 1829 года, после чего дом уже окончательно был превращен в музей и объявлен национальным достоянием.

## Реконструкция
По воспоминаниям Манжетты, близкой подруги Жанны, её дом «стоял совсем рядом». Время его не сохранило — к началу XVIII века на улице Мулен не осталось более ни одного строения, восходящего ко временам Столетней войны. В последние годы перед продажей Жерарден не жил в самом доме, но использовал его вместо склада и держал корову в примыкающем стойле. Сразу после его смерти, под руководством Жоллуа, местного инженера-строителя, специалиста по возведению мостов и прокладке дорог, дом был подвергнут полной реконструкции, его тщательно обновили и постарались придать ему тот вид, который он имел в бытность свою собственностью семьи д’Арк.
На деревянном фронтоне с 1481 года были вырезаны три герба — французский, герб Жанны, который она получила вместе с аристократической фамилией дю Лис, и герб с изображением трёх плугов, принадлежавший семье Тьесселен (крёстной Жанны, на одной из праправнучек которой женился Клод дю Лис, последний представитель рода), и принадлежавший той же семье девиз «Да здравствует король Людовик!» Во время реставрационных работ к девизу было добавлено: «Да здравствует труд!» (или, по другой версии прочтения, «Да здравствуют пахари!»). Также над дверью дома была укреплена в небольшой нише статуэтка с изображением Жанны. Кроме того, сам домик был отремонтирован и укреплён. Современный адрес дома — ул. Базилик, 2. Представляет собой музей, открытый для посещения.

## Музей
Внутри дома имеется четыре комнаты — одна из них когда-то принадлежала супругам д’Арк, в другой спали братья — Жакло, Пьер и Жан, в третьей — обе сестры — Катрин и Жанна, и наконец, четвёртая служила одновременно гостиной, столовой и кухней.
В комнате родителей когда-то родилась Жанна. Сейчас там находится бронзовая статуэтка, подаренная принцессой Марией Орлеанской. В комнате девочек небольшое, пробитое в стене окно выходило прямо на церковь. В одной из стен скрывался грубо сработанный ящик для одежды. Из комнаты братьев дверь вела в сад, откуда можно было попасть в церковный двор или во двор к соседям. Оттуда же по приставной лестнице можно было подняться на чердак, здесь же находилось и большое окно, сделанное по старинной традиции в форме деревянной решётки с маленькими стеклянными квадратиками.
И наконец, большую комнату украшал камин и грубо сработанный стол, за которым когда-то вся семья обедала.
Сейчас дом семьи д’Арк превращён в музей, в комнатах находится выставка предметов крестьянского быта и те немногие предметы, что остались от семьи д’Арк и их друзей.